# Aeroporto di Hiroshima
L'Aeroporto di Hiroshima (IATA: HIJ, ICAO: RJOA) è un aeroporto civile giapponese situato presso la città di Mihara, a 50 km da Hiroshima.
Aperto il 29 ottobre 1993 in sostituzione del vecchio aeroporto di Hiroshima–Nishi, l'aeroporto, situato a 331 m.s.l.m, dispone di un unico terminal passeggeri e di una pista in asfalto lunga 3.000 m ed è utilizzato sia per voli domestici che per voli internazionali.